# Hermacha crudeni
Hermacha crudeni là một loài nhện trong họ Nemesiidae.
Hermacha crudeni được miêu tả năm 1913 bởi Hewitt.